# Ворша (село)
Ворша — село в Собинском районе Владимирской области России, центр Воршинского сельского поселения.

## География
Село расположено на правом берегу реки Ворша в 9 км на северо-восток от Собинки, на 145 км автотрассы М7 «Волга» Москва — Нижний Новгород.

## История
До 18 века именовалось деревней Починки. Первый дом самовольно поставил крестьянин из Ставрова, так сказать, заложил почин, на монастырских землях (земля принадлежала Владимирскому Рождественскому монастырю), за что и был наказан, а деревня осталась. В 1714 году построена первая деревянная церковь, и деревня приняла статус села. Именоваться стала «Село Дмитриевское что на реке Ворще», река так тогда называлась. Потом просто Ворща, но и Починки название тоже оставалось, уже гораздо позже стали называть Ворша.
Ныне существующий Свято-Троицкий Храм был достроен и освящён в 1832 году, в 1839 пристроили колокольню. В селе существует предание, что при переносе мощей св. Александра Невского из Владимира в Санкт-Петербург к ним прикладывали образ, который и по сей день находится в церкви, являясь его центральной святыней. Икона святого князя выполнена в уникальной форме резной скульптуры, изображая его в полный рост в виде монаха, и является самой ранней скульптурой Александра Невского конца XVII — начала XVIII века.
До революции село являлось центром Воршинской волости Владимирского уезда.
В годы Советской власти центр Воршинского сельсовета, с 2005 года — центр Воршинского сельского поселения.

## Население
| 1859 | 1905 | 1926 | 2002  | 2010  | 2021  |
| ---- | ---- | ---- | ----- | ----- | ----- |
| 529  | ↘402 | ↗468 | ↗1347 | ↗1437 | ↘1139 |

## Инфраструктура
В селе расположены Воршинская средняя общеобразовательная школа (открыта в 1979 году), детский сад № 20 «Теремок», дом культуры, спорткомплекс, фельдшерско-акушерский пункт, баня, отделение федеральной почтовой связи.

## Экономика
Близ села Ворша с октября 2009 года работает кондитерская фабрика «Ферреро», выпускающая конфеты «Raffaello», «Kinder Chocolate», «Nutella», «Kinder Surprise».

## Русская православная церковь
- Троицкая церковь. 1832 год[12]
- Часовня Александра Невского 2005 г.

## Достопримечательности
- Памятник Александру Невскому.
- Памятник жителям с. Ворша, погибшим в Великой Отечественной войне и локальных военных конфликтах.
- Братская могила военнослужащих РККА времен Второй Мировой войны.